# Latricia Trammell
Latricia Trammell (ur. 20 lutego 1968 w Claremore) – amerykańska trenerka koszykarka, od 2023 trenerka Dallas Wings, w WNBA.
7 listopada 2022 została trenerką Dallas Wings.

## Osiągnięcia trenerskie
Na podstawie, o ile nie zaznaczono inaczej.
NAIA
- Mistrzostwo NAIA (2014, 2015)
- Trenerka roku NAIA (2014, 2015)